# Молодое вино (фильм, 2019)
«Молодое вино» — российский фильм 2019 года по пьесе Елены Исаевой «Абрикосовый рай, или Сказка о женской дружбе», режиссёр Петр Олевский — выпускник ВГИКа (мастерская Владимира Хотиненко), его дебют в полном метре.
Премьера состоялась 19 ноября 2020 года, фильм с возрастным ограничением «18+» вышел в ограниченный кинопрокат, 8 марта 2022 года в облегченной и сюжетом расширенной версии был показан на телеканале ТВЦ в виде 4-серийного сериала «Сказка о женской дружбе».

## Сюжет
По пьесе Елены Исаевой «Абрикосовый рай, или Сказка о женской дружбе» о любовном четырехугольнике, действие происходит в Крыму.
Две подруги-студентки отдыхают на морском побережье. Мила — местная девушка, яркая, красивая, уверенная в себе, имеющая ошеломительный успех у мужчин, и приехавшая к ней в гости на каникулы Люба — тихая и застенчивая, не имеющая опыта с мужчинами, и Мила опекает скромницу Любу.
Вечером они идут в гости пить молодое крымское вино к знакомому Милы Славе, скромному местному парню, которому нравится Мила. Но Мила расчитывает свести Славу и Любу. Скоро к ним присоединяется друг Коля — ловелас и ходок, любимец женщин, легко заводящий один роман за другим — бывший Милы, чувства к которому у неё не остыли, хотя  она рассталась с Колей год назад, сделав аборт и пережив тяжёлую психологическую травму.
Встреча таких разных четырёх молодых людей завязывает узел сложных любовных отношений. За одну ночь решаются судьбы. Женская дружба подвергается испытанию. И вот неудачливая и незаметная Люба уводит любимого человека у яркой Милы и уезжает с ним в Москву. А Мила остается в домике у моря и выходит замуж за скромного Славу.
Проходит 20 лет. Слава уже врач в местном санатории. Мила — экскурсовод на прогулочном катамаране. Детей у них нет. Зато до Славы доходят слухи о романах его жены (в частности с капитаном катамарана), но Слава молча страдает, он по-прежнему любит её, считая себя недостойным любви такой красавицы.
Однажды том же саду что и в ту роковую ночь, приходит попробовать молодое видно туристка - лёгкая и весёлая 18-летняя девушка Люся. Ей в течение одного дня удаётся покорить сердце Славы. Внешне она похожа на Милу в юности, что неудивительно, ведь она дочь Любы и Коли. Герои той ночи неожиданно встречаются, что влечёт новый поворот в их судьбах

## В ролях
- Катерина Шпица — Мила
- Валерия Бурдужа — Люба
- Данила Рассомахин — Слава
- Нил Кропалов — Коля
- Александр Яценко — Слава в зрелости
- Екатерина Волкова — Мила в зрелости
- Арина Постникова — Люся, дочь Любы и Коли
- Анастасия Стежко — Аня
- Майя Куртова — Марина
- Анна Любименко — подруга Марины
- Константин Адаев — Борис, капитан катера
- Денис Свистун — Петя, матрос

## Фестивали
- 2019 — 4-й Сочинский международный кинофестиваль и кинопремии — участие в основном конкурсе полнометражных игровых фильмов[1].
- 2019 — 25-й Кинофестиваль «Литература и кино» — диплом дирекции фестиваля «За яркий и оригинальный дебют»[6]
- 2019 — 17-й кинофестиваль «Дух огня» — Приз за лучшую женскую роль Екатерине Волковой, спецприз жюри за актерский дуэт Екатерине Шпице и Валерии Бурдужа[1].
- 2019 — 8-й Московский кинофестиваль «Будем жить» — участие в основной конкурсной программе полнометражного игрового кино — диплом «3-е место в номинации»[7][8]

## Рецензии
- Гульназ Давлетшина — «Молодое вино»: Рецензия Киноафиши // Киноафиша, 20 ноября 2020